# Vårby allé

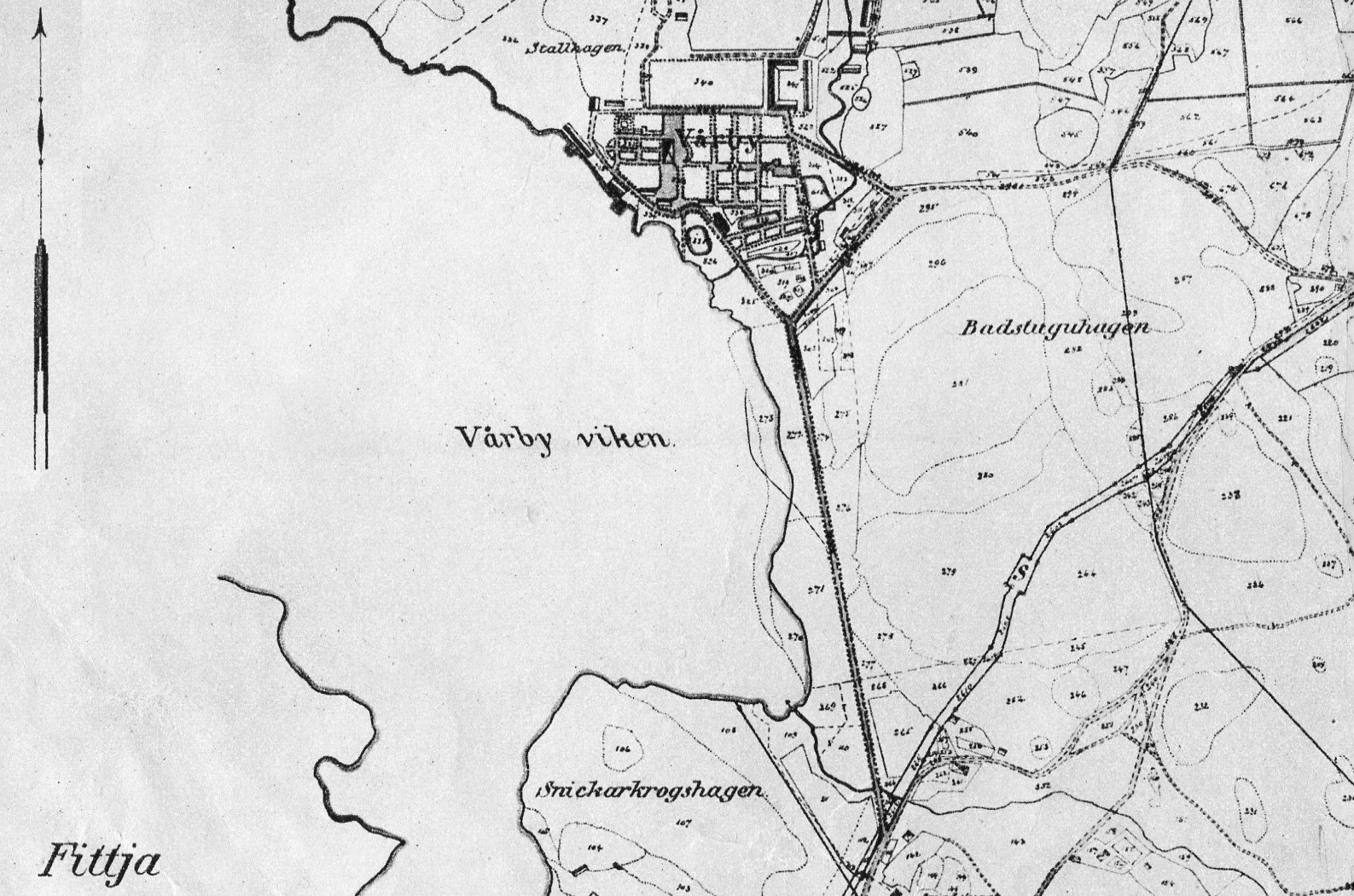
Vårby allé på en karta från 1908.

Vårby allé är en gata i Huddinge kommun. Den norra delen utgörs av en trädplanterad allé, medan den södra vägsträckan går förbi handelscentart Vårby Allé 53. Allén började anläggas på 1700-talets mitt.

## Historik

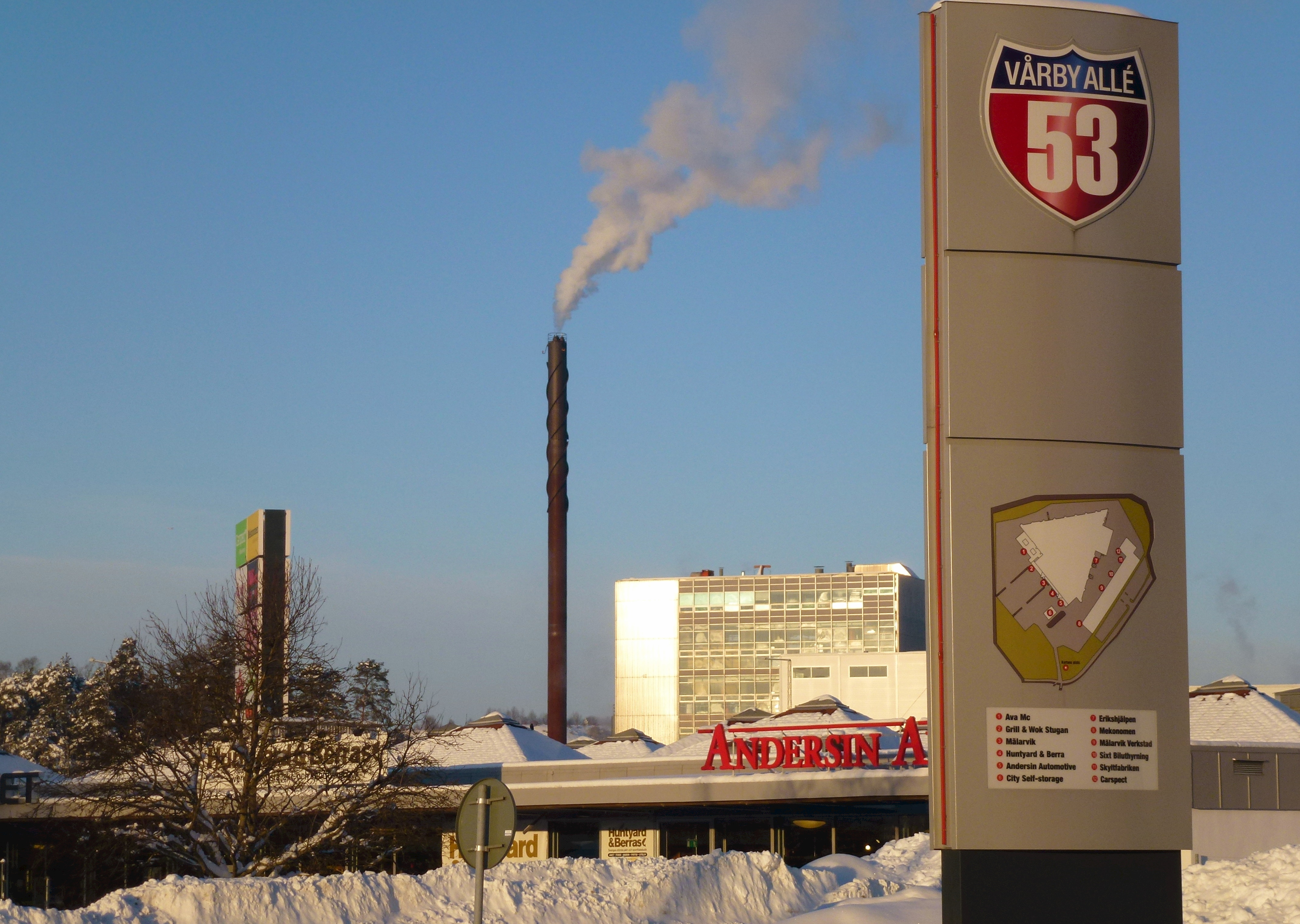
Handelscentrum Vårby Allé 53.

Vårby allé ledde ursprungligen fram mellan den numera rivna gården Vårby gård och Vårby källa. Allén gick längs Mälaren i rak nord-sydlig riktning. Trädplanteringen, som består huvudsakligen av askar, till kom troligen på 1840-talet. Delar av den gamla allén med sina alléträd är bevarade som en parallellgata till dagens Vårby allé. Här finns bland annat Spendrups bryggeri och Vårby strandbad. År 2004 förlade Spendrups även sitt huvudkontor till en nybyggd fastighet vid Vårby allé 39. 
Söder om Vårby källa korsade Vårby allé Södertäljevägen och fortsatte sedan i en svag högerkurva för att sluta vid Fittjanäset. Sträckan mot Fittjanäset lades om på 1960-talet i samband med bygget av motorvägen. Här uppfördes 1963 Obs! Stormarknad, Kooperativa Förbundetets första stormarknad i Sverige. Mellan 2010 och 2011 genomfördes en större ombyggnad av huset samt uppfördes tillbyggnader i anslutningen, som blev en handelsplats med bland annat bilanknytning. Området marknadsförs som Vårby Allé 53.
Mot norr och i höjd med Vårbackaskolan rundar allén (i en tvär sväng mot öst) ett stort gravfält från vikingatiden. Här påträffades 1871 Vårbyskatten av en pojke i 14-års ålder. Den delen av Vårby allé anlades på 1960-talets slut, vid södra sidan ligger Vårby gårds kyrka och vid norra sidan Vårby gårds centrum.

## Vårby allé då och nu
| Ett okänt par på promenad längs Vårby allé på 1920-talet och samma plats i april 2012. I bakgrunden till vänster skymtar Mälaren med Vårbyfjärden, vy mot norr. |  | Ett okänt par på promenad längs Vårby allé på 1920-talet och samma plats i april 2012. I bakgrunden till vänster skymtar Mälaren med Vårbyfjärden, vy mot norr. |
| Ett okänt par på promenad längs Vårby allé på 1920-talet och samma plats i april 2012. I bakgrunden till vänster skymtar Mälaren med Vårbyfjärden, vy mot norr. |  | |